# カール・グスタフ・エミール・マンネルヘイム
カール・グスタフ・“クスター”・エミール・マンネルヘイム（スウェーデン語: /フィンランド語: Carl Gustaf "Guster" Emil Mannerheim フィンランド語: [ˈkɑːɭ ˈɡɵˈstav ˈeːmɪl ˈmanːɛrˈheɪm] ( 音声ファイル) スウェーデン語発音: [kɑːrl ˈɡʉstɑːf ˈeːmil ˈmɑnːærˌheim]、1867年6月4日 - 1951年1月27日）は、フィンランドの軍人、大統領。フィンランド軍の最高司令官としてフィンランド内戦、冬戦争、継続戦争、ラップランド戦争を指揮した。
士官候補生としてロシア帝国陸軍に入隊し、日露戦争などで実績を積み将軍となった。第一次世界大戦中にフィンランドが独立すると、その後の混乱から起こったフィンランド内戦で、白衛軍の司令官として闘った。独立早期、フィンランドが君主制を目指した際には摂政として連合国に独立承認を求めた。その後、一時は公職を離れたが、第二次大戦突入前の情勢不安の中で先の実績を買われて国防委員長となり、軍の装備の更新などに力を入れた。その後のソ連との戦争である冬戦争、継続戦争においては最高指揮官となり、フィンランドの防衛を行った。継続戦争の戦況悪化とナチス・ドイツとの同盟の責任から大統領を辞したリスト・リュティを継いで、1944年から1946年にかけて第6代大統領となり、ラップランド戦争でナチス・ドイツと戦い、ソ連との難しい講和を成し遂げ、独立を保った。
2000年のフィンランド国内の調査においてフィンランドで最も偉大な人物として選ばれた。

## 生い立ち

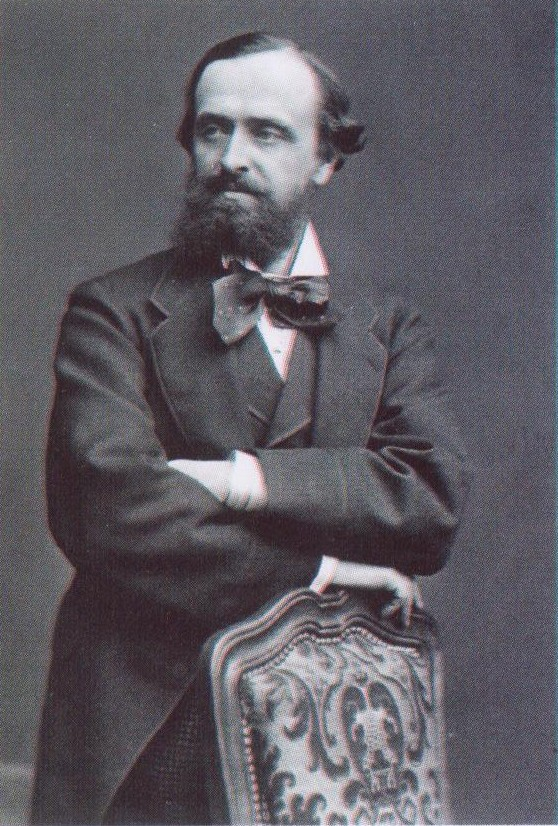
マンネルヘイムの父カール・ロベルト・マンネルヘイム伯爵

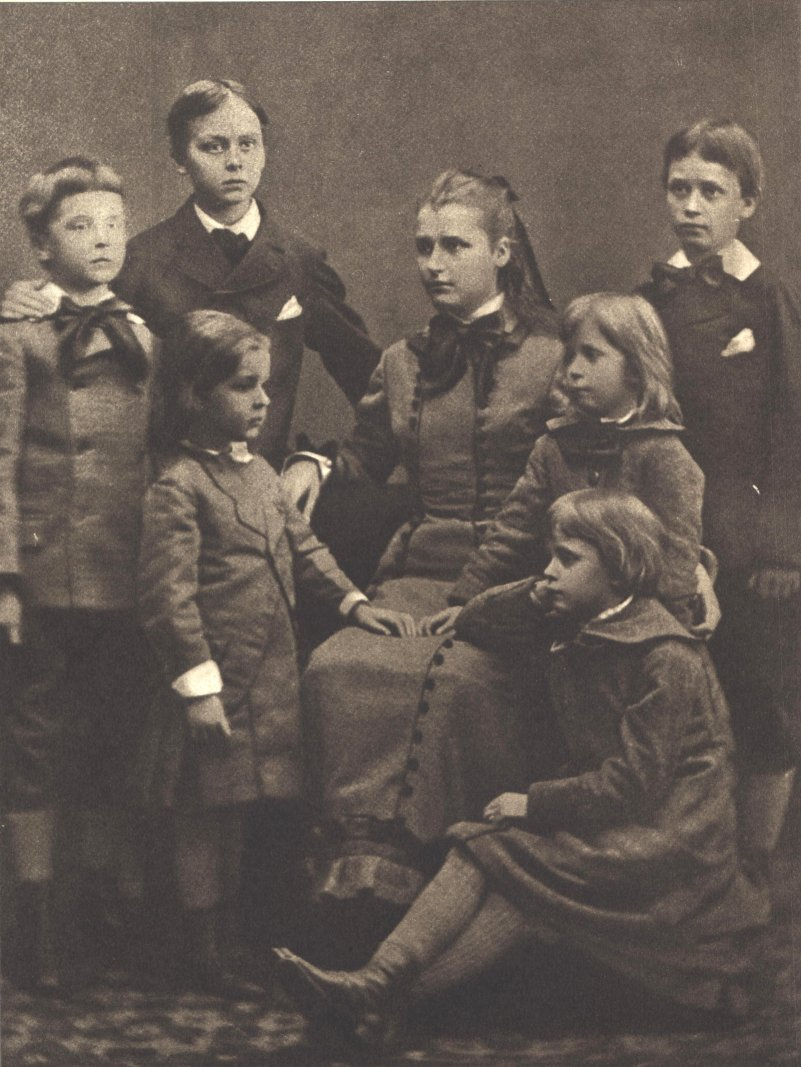
マンネルヘイム（向かって右端）と兄弟達

父カール・ロベルト・マンネルヘイム（Carl Robert Mannerheim）と母ヘドウィグ・シャルロッタ・ヘレネ・フォン・ユーリン（Hedvig Charlotta Helena von Julin）の第3子としてフィンランド南西部にあるトゥルクのアスカイネン村のロウヒサーリで生まれた。父はリベラルで急進的な思想を持つ劇作家である一方、製紙会社を起業していた。母は有名メーカー・フィスカースの経営者、ヨハン・ヤコブ・フォン・ユーリン（Johan Jacob von Julin）の娘であった。母方の祖先はスウェーデンのセーデルマンランド地方の出身とされる。
マンネルヘイム家はドイツ人の実務家でハンブルクの工場の経営者、ハインリヒ・マールハイン（Heinrich Marhein, 1618年 – 1667年）が元とされる。マールハインはスウェーデンのイェヴレへ移住しヘンリーク・アウグスティン・マールヘイン（Henrik Augustin Marhein）と改名した。マールヘイン家の出身はオランダとされていたが、現代ではそれは覆されている。マンネルヘイムの父方の祖先にはスコットランド人がいたとされ、その先祖とされるジョージ・ライト（George Wright）は17世紀にダンディーからスウェーデンに移住してフィンランド貴族フォン・ライト一族の創始者となった。ヘンリーク・アウグスティンの息子のアウグスティン・マールヘインは1693年に苗字の響きの良さをあげるために苗字を「マンネルヘイム」と変えた。アウグスティンの息子ヨハン・アウグスティン・マンネルヘイムは大佐で工場監督となり、兄弟とともに1768年に男爵の地位まで上がった。
マンネルヘイム家がフィンランドに移ったのは18世紀のことである。カール・グスタフ・マンネルヘイムの曽祖父であるカール・エリック・マンネルヘイム（Carl Erik Mannerheim）はスウェーデンからフィンランドへ移住し、ロシア帝国に半分自治を認められていたフィンランド大公国で市民軍の将校になり、議会議員になった。1825年にエリックは更に伯爵の称号を得た。エリックの息子のカール・グスタフ・マンネルヘイムは昆虫学者として有名になり、ヴィープリ王宮で首相を務めた。彼の孫がカール・グスタフ・エミール・マンネルヘイムである。
マンネルヘイムはスウェーデン語で育ったが7歳になるとヘルシンキの学校へ進み、フィンランド語で教育を受けた。父は金融取引に楽観的過ぎる障害に苦しんだ。1870年代から会社の経営が悪化すると、賭け事で経済状況をより悪化させて1880年に破産した。負債の支払いの為にロウヒサーリの荘園を含む土地や美術品を手放し、妻を置いて愛人とパリへ去った。母のヘレネはこの破綻と夫に捨て去られたショックで精神を弱め、1881年に心臓発作で死去した。母の死によってマンネルヘイム家の7人の子供たちは親類の手によって別れて育てられることになり、母方の叔父アルベルト・フォン・ユーリンと叔母ルーイスが法定後見人となった、この夫妻の住んでいたサールヴィクに居を移した。

## 学生時代
叔父アルベルトの家の家計が悪化していたことと、学校での素行の問題からアルベルトは自己規律と専門知識を習得させるためにマンネルヘイムを軍に入れる決心をした。13歳の時にハミナの学校に移り、1882年にフィンランド幼年学校へ入学した。
マンネルヘイムは母語であるスウェーデン語のほかに、フィンランド語、ロシア語、フランス語、ドイツ語、英語を覚えた。1887年から1917年のロシア軍での兵役の中で、子供時代に覚えたフィンランド語の多くを忘れてしまい、後年再びフィンランド語を学習しなければならなかった 。

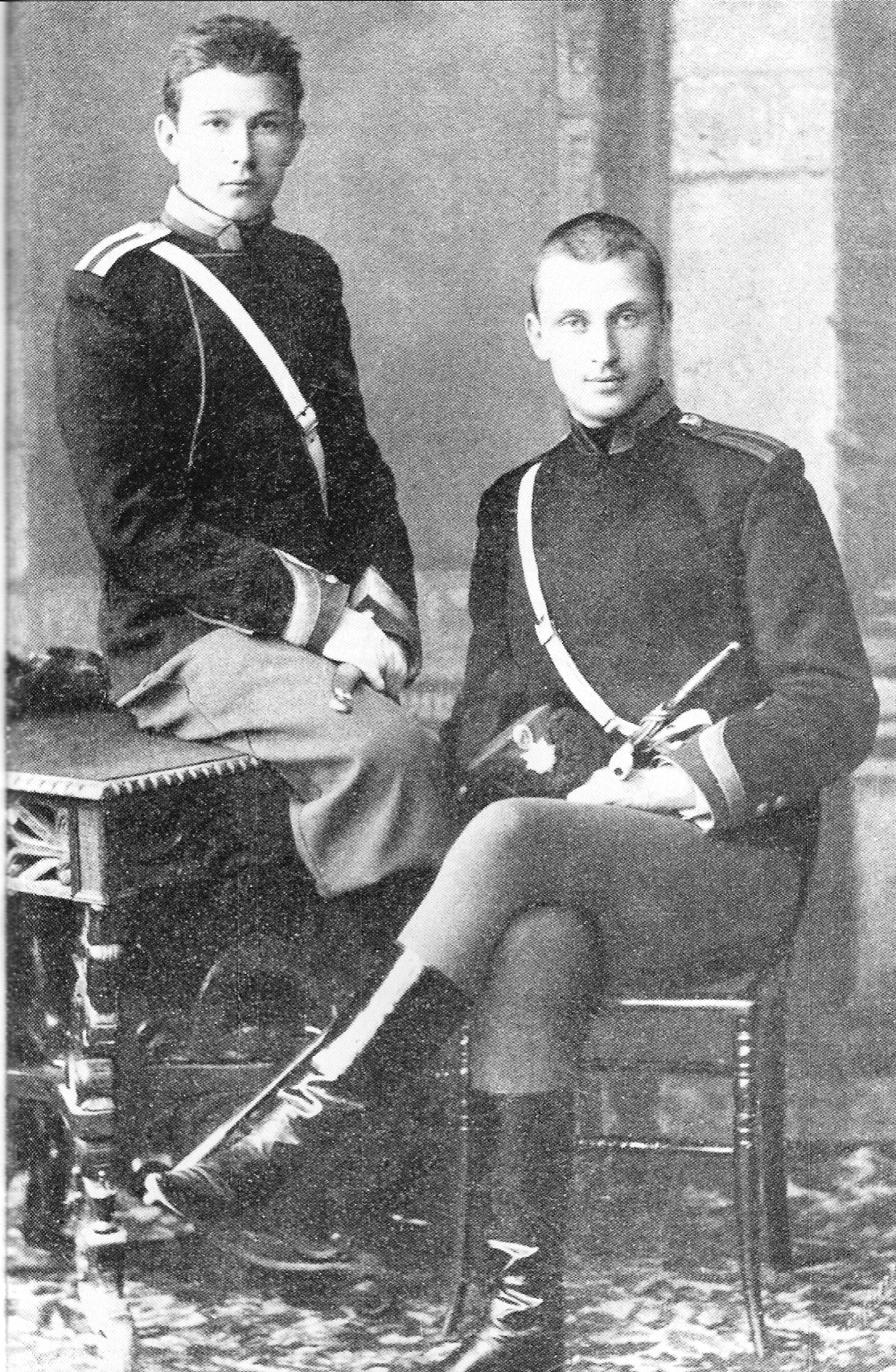
マンネルヘイム（右）。左は仲間の学生アンタナス・リカルダス・ドルーヴェ。（19世紀末サンクトペテルブルク、ニコラエフ騎兵学校にて）

マンネルヘイムは困窮した家計状態のため会計と経済を学んでいた。どんな小さな支出も叔父に確認されて屈辱を感じていた。また、叔父や親戚によって質素さと善行についての文章を読むことを強要されていた。素行は改まらず、マンネルヘイムは学生生活とハミナの狭い社会でのつながりを嫌った。1886年には無許可の外出が発覚して幼年学校を退学させられた。
フィンランド軍での栄達が望めなくなり、出世のための唯一の選択肢はロシア帝国陸軍となった。ロシア軍ではフィンランド出身でも認められれば将軍になることが可能であり、マンネルヘイムはこの考え方に反感は覚えていなかった。フィンランド幼年学校在籍中に、サンクトペテルブルクのロシア帝国騎士見習学校の入学を試みたが、学校での問題行動の多さから阻まれることとなった。
ウクライナのハリコフに住み、ロシア風の教育を受けていた叔父の義兄弟エドワルド・ベルゲンヘイム（Edvard Bergenheim）によってヘルシンキ私立講堂へ出席するようになり、1887年6月、高校卒業資格試験に合格した。マンネルヘイムは近衛騎兵連隊を目指すためニコラエフスク騎兵見習学校に入ることを望んでいたが、必要な費用の負担の問題があった。そこで伯爵夫人である代母のアルフヒルト・スキャロン・デ・コリニー（Alfhild Scalon de Coligny）に、ニコラエフスク騎兵見習学校入学の助力を求める手紙を書いた。伯爵夫人は1887年の夏にマンネルヘイムを夫の実家に招いた。ロシアにいる間、ハルキウ州のチュグエフ軍事キャンプで過ごしたことで、軍の将校になる決意を強くしていった。
1887年7月、ニコラエフ騎兵学校の入学試験に参加できるという報を受け取った。1887年春に入学試験に合格し、1887年9月16日に兵士の誓いを立てた。1889年に次席の好成績で卒業し、騎兵少尉の位に進級した。卒業後はドイツ国境線近くのカリシュの第15アレクサンドリスキー竜騎兵隊に配属された。

## ロシア将校時代

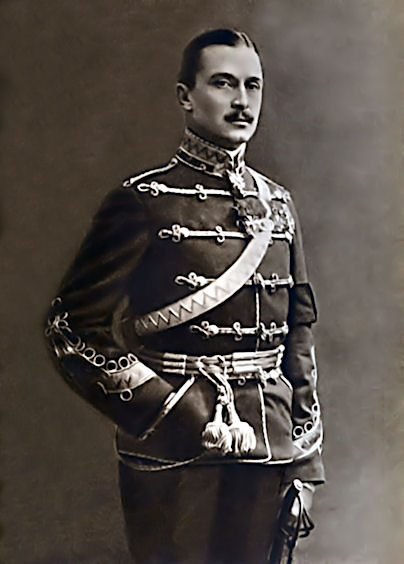
第52ネージン竜騎兵連隊司令としてのマンネルヘイム

カリシュで2年勤務した後、1891年1月にサンクトペテルブルクで皇后マリア・フョードロヴナの近衛騎兵として異動した。マンネルヘイムは187cmと長身であり、そのことが宮廷行事の際に有利に働いた。1896年にはニコライ2世の戴冠式において目立つ場所の警護を任されることになった。
マンネルヘイムはサンクトペテルブルクの社交界に受け入れられたが、経済的な負荷がかかった。1892年、伯爵夫人の仲介でマンネルヘイムはアナスタシア・アラフォヴァ（Анастасия Арапова）と結婚した。アナスタシアはロシア少将ニコライ・アラポフの遺児で、農園を所有した裕福な貴族であり、家計の問題は無くなった。1893年に長女アナスタシエ、1895年に次女ソフィーが生まれ、3人目は男児であったが死産であった。娘のアナスタシエは後にカトリックに改宗し、ロンドンでカルメル会の修道女となった。マンネルヘイムとアナスタシアの結婚生活は1902年には別居という形で非公式に終わりを迎え、1919年に正式に民事離婚した。
1904年まで近衛騎兵を勤めたが、1897年から1903年にかけては王室厩舎に出向していた。王室厩舎は馬に関する帝国全体の管理を行う部門であり、マンネルヘイムはより専門的な馬の知識を習得し、他国から優れた種馬や特別な軍馬を調達した。1903年に展覧騎兵中隊に任じられ、騎兵連隊の装甲訓練委員の一員となった。妻と別れてから経済的状況は再び悪化し、ギャンブルの負けによってさらに加速した。マンネルヘイムは環境を変えることで解決を図り、日露戦争が勃発すると前線勤務を志願して受理された。
1904年の10月、満州のパーヴェル・ミシチェンコ指揮下の第52ネージン竜騎兵連隊へ中佐昇進と共に配属された。マンネルヘイムは奉天会戦において騎兵2個隊と軽装歩兵を指揮してロシア軍右翼で警戒と偵察を行い、乃木希典の第3軍の行動を捉えるなどの功績を挙げ、終戦後の12月に大佐へと昇進した。次の任務として、内モンゴルの長期間の偵察を任され、計画と準備を行ったが実行されなかった。ロシア第一革命のストライキでシベリア鉄道の輸送が遅れ、1906年1月にサンクトペテルブルクに戻ると私的な長期休暇が認められ、親類の住むフィンランドやスウェーデンを訪れた。その間にマンネルヘイムは男爵分家の代表としてフィンランド議会に参加した。

## アジアへの冒険旅行

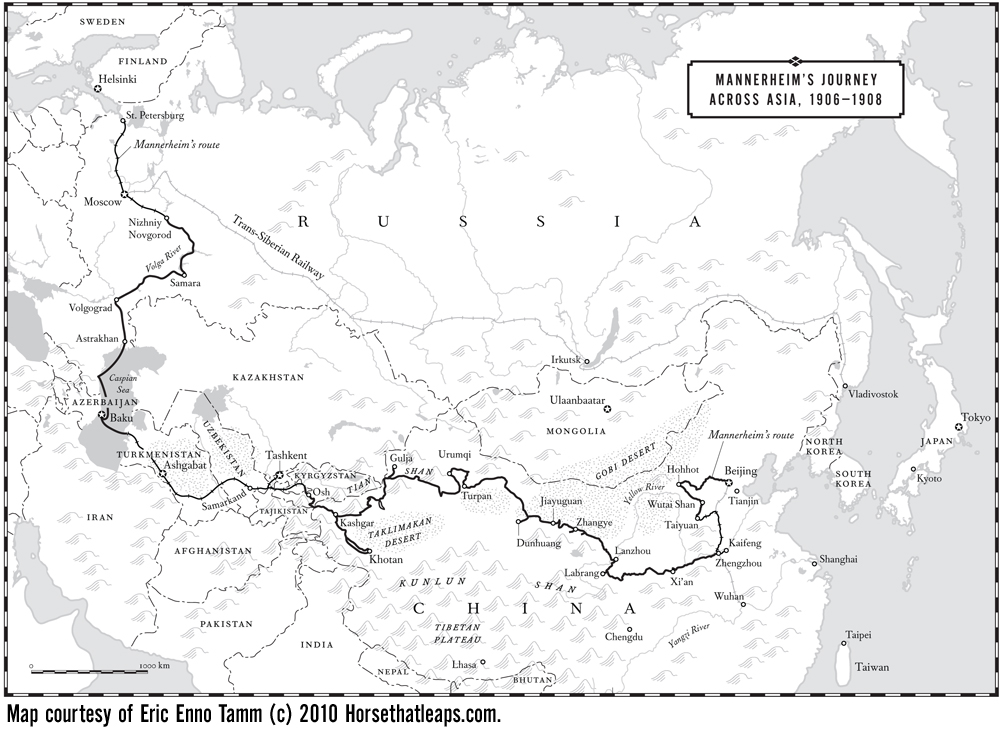
マンネルヘイムの1906年-1908年のアジア探検。サンクトペテルブルクから北京へのルート

1906年3月、サンクトペテルブルクのロシア軍参謀本部に呼び出されたマンネルヘイムはフランスのポール・ペリオが行う、中央アジアからトルキスタン、チベットを経由して北京までを横断する考古学調査隊へ参加することになった。ペリオの目的は研究だが、マンネルヘイムの役目は清の地域事情と軍事情勢を調査する諜報活動であった。華北はロシア、清、そして時にイギリスの間の勢力争いがあり、潜在的な危機を持った一帯だったためである。しかしマンネルヘイム自身も、異国の文化をフィンランドに紹介できることに魅力を感じ、参加を決めた。出発前には、後に現地で実際に会う事になるオーレル・スタインの清への遠征報告書などを読んでいる。
サンクトペテルブルクを列車で出立し、タシュケントで情報収集した上でウズベキスタンのアンディジャンで馬と人夫を手配し、オシでペリオの調査隊と合流した。ペリオ側はロシアの物資・資金の援助を期待しており、それが叶わないことを知るとマンネルヘイムを調査隊の一員ではなく同行者として扱った。
一行は8月11日に出発し、8月24日にカシュガルに到着した。1か月間滞在した後ペリオの調査隊と別れ、10月にカシュガルを出て南東方向のヤルカンド、ホータンを巡り12月末にカシュガルへ戻った。1月27日に再出発し、今度は北東へ向かい天山山脈の地形を調査しながらグルジャを経由して7月24日に新疆省の中心地であるウルムチへ到着した。8月にウルムチから東へ進み、トルファン、バルクル、ハミ、敦煌を訪れた。1908年1月29日に蘭州へ入り、4月28日に西安、5月30日に開封と清の西部の要所となる都市を調べながら東へ進んだ。開封から列車で山西省へ向かい、五台山の寺院でイギリスによって国を追われたダライ・ラマ13世と謁見した。ダライ・ラマはロシアの援助を望んでおり、ロシア皇帝への贈物として白色の絹地を受け取った。マンネルヘイムは自身のピストルを献上品として捧げた。
その後は馬車と鉄道で北へ向かい内モンゴルの首都フフホトではモンゴル人の牧草地に植民し、開拓する中国人を見た。1908年7月25日にマンネルヘイムは北京へ辿り着いた。総行程は14,000キロメートルにおよび、そのうち10,000キロメートルは馬で移動した。この間自分の他には数人の地元民を雇っていただけで、ほとんど単独行に近い状態であったという。この旅を通じて、マンネルヘイムは1,200点の蒐集品、1,370枚の写真、2,000点の古文書やその一部を集めた。この中には学術的に価値の高いものも含まれており、1911年に72ページの論文を発表した。同時代のスウェーデンの地理学者・探検家であるスヴェン・ヘディンはマンネルヘイムの調査を評価した。
北京に6週間滞在した後、天津から長崎に向かい、日本で8日間を過ごして舞鶴からウラジオストクを経由して10月8日にサンクトペテルブルクへ戻った。諜報活動の成果は報告書としてまとめられ、清の遅い近代化、教育、軍の改革、異民族地方の漢人の殖民地化、工業、産業、鉄道建設、日本の影響、アヘンの喫煙などが詳細に記録されていた。そのほかに非公開で、新疆省への兵力展開の可能性などについて報告した。
この旅を終えた1909年、マンネルヘイムはミンスク・マゾヴィエツキの第13ウラジミール・ウーラン連隊の指揮官となる。翌年に少将へ格上げされワルシャワで皇帝を護衛する近衛長槍騎兵連隊の指揮官を任されることとなった。1912年にニコライ2世から側近の将校のみに与えられるア・ラ・スーツの称号をうけ、1914年には近衛騎兵旅団の司令官となり、元々指揮していた騎兵連隊の他に騎兵連隊1つと騎砲兵中隊1つを指揮することになった。

## 第一次世界大戦
1914年7月28日、オーストリア＝ハンガリー帝国がセルビアへ宣戦を布告し、第一次世界大戦が勃発。セルビア独立を支持するロシアは動員を開始した（第一次世界大戦）。マンネルヘイムの近衛騎兵旅団はロシア第4軍に配備されオーストリア＝ハンガリーに対する緒戦と、続く10月の戦いで名を上げ、12月に聖ゲオルグ十字章4級を受けている。彼はこの章を受けたときに「今、心安らかに死ねる」と語ったという。
1915年3月、マンネルヘイムは第12騎兵師団の司令官となり、東ガリツィアへ移動した。この方面では敵将マッケンゼンの攻撃によってロシア軍は徐々に後退していたが、司令官にブルシーロフが着任し、1916年6月にブルシーロフ攻勢が開始された。この攻勢でロシア軍が成功を収めると、ルーマニアが8月に連合国側として参戦した。
マンネルヘイムの第12騎兵師団はルーマニアを支援するためカルパティア山脈へ移った。1916年冬に中央同盟が攻勢を行い、12月にブカレストが陥落すると、大部分を失ったルーマニア軍はモルダヴィアへ後退し、マンネルヘイムを含むロシア軍はシレト川で防衛にまわり、大きな戦闘は発生しなかった。後にドイツ元帥として有名になるエルヴィン・ロンメル率いるヴュルテンベルク山岳猟兵大隊が第12騎兵師団の守備する山岳に対して攻撃を行っている。マンネルヘイムはこれらの戦いによって前線指揮官から司令官へと変わり、有利な地形を活かした拠点防衛を学んだ。
1917年1月に第12騎兵師団が後備に回されると、マンネルヘイムは休暇をとり、ペトログラードでニコライ2世に謁見した後にヘルシンキで2週間を過ごした。3月9日にペトログラードに戻り、2月革命の蜂起に遭遇すると、義弟のミカエル・グリッペンベルクの助力で前線のモルダヴィアへ戻った。6月に中将へ昇進し、3個の師団で構成された第6騎兵軍団の指揮官となった。
2月革命後の臨時政府は戦争を継続したが、軍事大臣となったケレンスキーによるケレンスキー攻勢が失敗すると支持は低下した。8月に最高総司令官のコルニーロフが臨時政府からソビエトの排除を求めて反乱を起こしたが失敗した。9月にマンネルヘイムが膝の古傷の療養を理由としてオデッサで病気休暇をとっている間に、ドゥホーニンにより思想の不一致から予備役へ入れられた。これはフィンランドで独立の気運が高まると同時に、左派勢力によってフィンランドが社会主義化されることを危惧するマンネルヘイムを考えた対処であった。この年の12月3日にオデッサを出発し、12月18日にヘルシンキへ戻った。

## フィンランド内戦

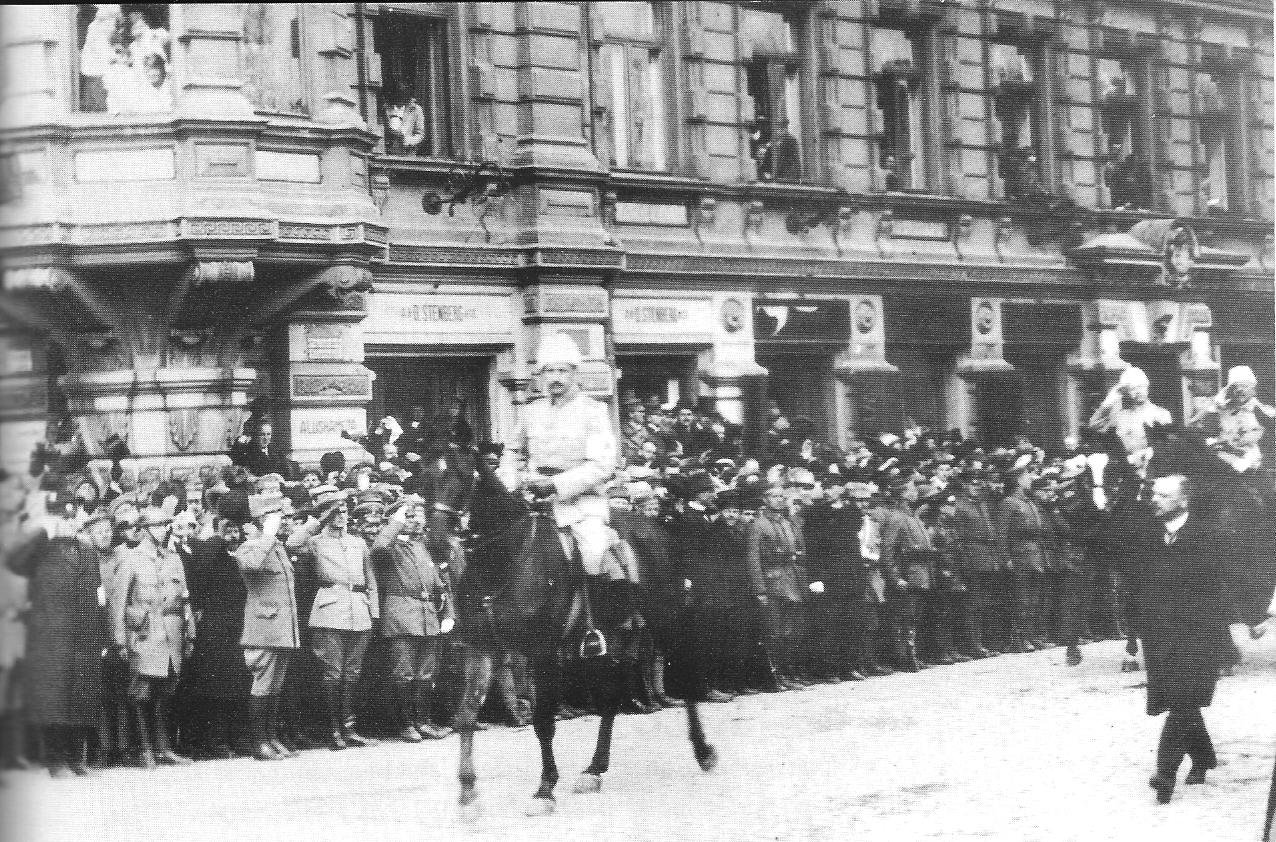
1918年、フィンランド内戦終結の勝利パレード。ヘルシンキ

1917年11月のフィンランドの選挙で保守系のペール・スヴィンヒューが首相になり、ボリシェヴィキの指導を受けた社会民主党による革命は阻止された。12月6日、フィンランド独立宣言が採択され、フィンランドはロシアから独立した。フィンランドの軍隊は1905年にニコライ2世により廃止されており、スヴィンヒューは12月に帰国したマンネルヘイムに軍隊の創設を委託した。
ロシアは十月革命によってボリシェヴィキによる新政府が成立し、第一次世界大戦から離脱するため中央同盟と休戦交渉を行っていた。対ドイツのためのロシア軍10万がフィンランドに駐留し、フィンランドの社会主義革命を目指す赤衛軍の武装を支援していた。ロシアが独立宣言を承認したあとも4万以上の兵力がフィンランドに残っていた。
スヴィンヒューを支持する白衛軍は赤衛軍と対立し、武力衝突が発生していた。白衛軍は1918年1月13日に国軍として認められ、マンネルヘイムの提案で政府は首都機能を赤衛軍の勢力が強いヘルシンキから保守勢力の強い北部のヴァーサへ移すことを決めた。1月27日、ヘルシンキで赤衛軍によるクーデターが発生し、フィンランド内戦が始まった。
白衛軍は兵数の不足を補うため2月に徴兵制を施行し、兵士の動員が行われた。白衛軍はマンネルヘイムを始めとするロシアから帰国した将校、ドイツで訓練を受けたイェーガー、スウェーデンからの義勇兵を含めて約7万の兵力で構成された。赤衛軍は緒戦においてタンペレ、ヘルシンキ、ヴィープリなど重要都市を押さえ、工業力に富んでいた。駐留ロシア軍から訓練を受け、武装を供給された赤衛軍は3月上旬まで攻勢を行ったが、白衛軍は徐々に拠点防御で勝利するようになった。
ロシアは3月3日にブレスト＝リトフスク条約に調印してドイツなどと停戦したが、条約に含まれていたフィンランドからの撤退はすぐには実行されなかった。フィンランド政府はドイツに援軍を求めたが、マンネルヘイムは大国の力に依存して戦うことの危険性を説き、反対した。マンネルヘイムは、ドイツ軍は赤衛軍とは戦わず他国の軍を対象とすることと、指揮権をマンネルヘイムに委ねる条件を政府に認めさせた。政府はマンネルヘイムを騎兵大将(Ratsuväenkenraali) へ昇進させ、序列を示した。ドイツ軍の到着前の3月上旬から白衛軍はタンペレを目標に反抗作戦を行い、4月3日に陥落させた。同日、リュディガー・フォン・デア・ゴルツの率いるドイツ軍約1万が海上からヘルシンキの西にあるハンコ岬とヘルシンキの東、ロヴィーサに無血上陸した。白衛軍が東国境のヴィープリを攻略し、別働隊で西部のポリを解放する間にドイツ軍はヘルシンキをほぼ無抵抗で落とした。内戦は終結し、5月16日に白衛軍はヘルシンキで勝利パレードを行った。
内戦で勝利を収めると、フィンランド政府は親ドイツの勢力が強まった。マンネルヘイムは連合国側の優勢を認識しており、スカンディナヴィア諸国と協調した武装中立を訴えたが、ドイツ軍参謀将校によるフィンランドの軍政への介入をフィンランド政府が承認したため1918年6月にスウェーデンへ亡命した。

## 摂政、ロシア内戦

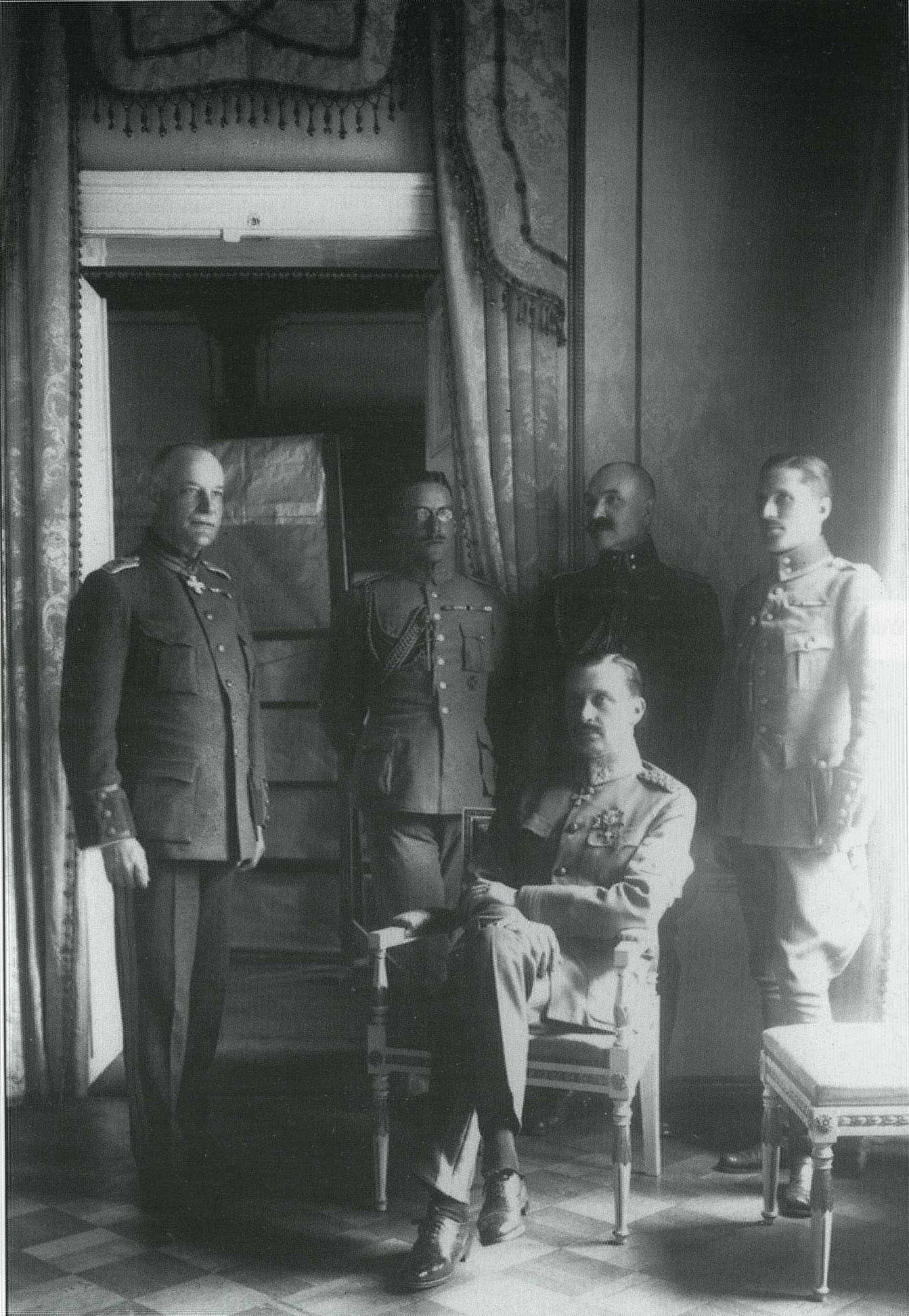
摂政となったマンネルヘイム。中央に座っている。副官と。

亡命したマンネルヘイムはストックホルムに駐在する連合国の外交官と会談し、フィンランド政府の親独的傾向に反対していること、フィンランドはドイツに頼らずに独立するべきとの方針を表明した。フィンランド議会はフリードリヒ・カールをフィンランド王に決めたが、西部戦線でドイツ軍の戦況が悪化すると、連合国との関係改善と飢餓回避の食糧輸入のため、マンネルヘイムにフィンランドを代表してフランスとイギリスに行くことを求めた。マンネルヘイムはヘルシンキに戻り摂政のスヴィンヒュー、首相のパーシキヴィと会談した上でロンドン、パリを訪れた。フランスはフィンランド国会議員の選挙実施を求め、1918年の5月に行うことを約束した。イギリスは選挙実施後に独立の承認を決定することとした。マンネルヘイムは食糧の輸入許可を成功させ、ノルウェーとスウェーデンから小麦を借りて輸入した。交渉中の12月、パリにいたマンネルヘイムはフィンランドに呼び戻されて摂政になった。彼をフィンランド王にしようと考えていた君主主義者すらいた。
摂政としてマンネルヘイムは、しばしばクスター（カルル・クスター・エミール・マンネルヘイム、kustaa）の文字でサインをした。これは彼のクリスチャン・ネームであるグスタフのフィンランド表記であり、これまで長い間ロシアに仕えてきたマンネルヘイムを疑わしく思うフィンランド人がいたため、フィンランド人であることを強調するためであった。クリスチャン・ネームのエミールの部分が嫌いでありC.G.マンネルヘイム、または単にマンネルヘイムとして署名した。 彼の親類や友人には、グスタフと呼ばれていた。
1918年12月にフリードリヒ・カールは王位を辞退し、1919年5月には国会議員選挙が行われ、新しい議会はフィンランドを大統領制の共和国とする決議を7月に採択した。その間マンネルヘイムは国内では融和のため革命側に対する恩赦を行い、国防のために1919年2月に新しい徴兵法を制定し、士官学校を設立した。外交においては北欧諸国との協調を目指したが、スウェーデンとはオーランド諸島の帰属を巡る問題は解決されず対立が続いた。ロシアではロシア内戦が続き白衛軍がボリシェヴィキ政権に抵抗していた。マンネルヘイムは自国を含むヨーロッパの安全とロシア自身の為にロシアの共和国化を望み、白衛軍に応じてロシアへ進軍することを提言した。しかし、フィンランド国内でこの考えに同調する者は少なく、議会は反対した上、ロシア側の白衛軍の指導者の中にはフィンランドの独立を認めないものも存在した。

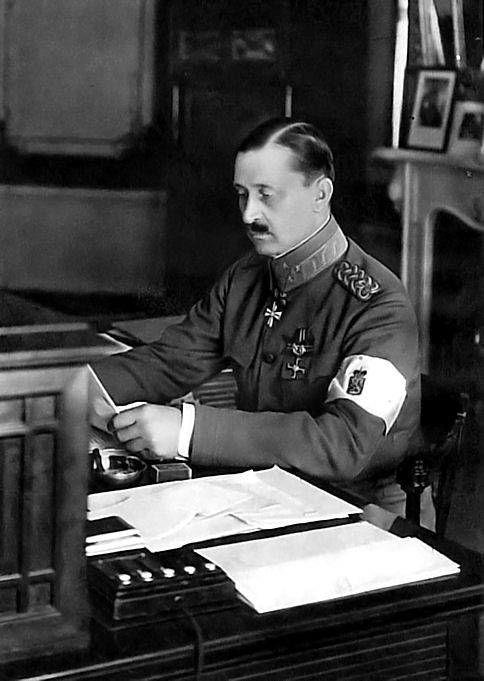
事務中

マンネルヘイムは7月の初代大統領選挙に立候補した。マンネルヘイムを支持したのは国民連合党とスウェーデン人民党のみで、政権を運営していた保守連合はカールロ・ユホ・ストールベリを候補とした。恩赦によって社会主義者の勢力が戻り、5月の選挙で200議席中80議席を獲得した社会民主党もストールベリを支持した。マンネルヘイムは大統領選挙で143対50で敗れた。
当時フィンランドはエストニアに義勇兵を派遣しており、またイギリスからフィンランド軍のペトログラード攻撃を要請されていた。マンネルヘイムはフィンランドの独立が確保されることとフィンランド東部のペツァモ、東カレリア周辺領土のフィンランドへの帰属を条件にこの要請に応えようとしていた。東方積極的外交はこのときは認められなかった。マンネルヘイムはこれを機に公職から身を引いた。
1919年10月にロシア白衛軍のユデーニチはエストニアからペトログラード近郊まで攻め込んだが援護が取られず撤退した。マンネルヘイムはユデーニチを支援することをストールベリに求めたが、実現しなかった。ロシア内戦は赤軍の勝利で終わり、1920年にソビエト・ロシアとフィンランドはタルトゥ条約を結び国境が確定した。

## 大戦戦間期

### 慈善活動
ボリシェヴィキに反対する発言から、マンネルヘイムは中道から左派にかけての多くの政治家から問題人物と見られていた。フィンランドの社会主義者はマンネルヘイムを「ブルジョワジー」や「白い将軍」と認識し、ロシア内戦におけるフィンランドの積極策について反感を抱いていた。マンネルヘイムは主義主張に基く現代の政党政治がよい指導者を生み出せるかどうか疑問に思っていた。マンネルヘイムの悲観的な認識としては、国益は党利党略のために「民主的な政治家」によって頻繁に犠牲にされていた。
マンネルヘイムは1925年の大統領選挙に出馬を要請されたが拒否し、慈善活動を行った。姉のソフィエが作った戦争被害を受けた子供に対する病院を参考にしたマンネルヘイム児童福祉連盟を1920年に設立し、1921年にフィンランド赤十字社の会長になり積極的に活動した。

### アジア旅行
マンネルヘイムは狩りや旅行を好み、1927年の旅ではソビエトを避けてロンドンを経由してカルカッタへと向かった。陸行でビルマへ向かい、ラングーン、ガントク、シッキムで1か月を費やした。さらに自動車と飛行機でバスラ、バグダッド、カイロ、ベニスを経由して帰還した。1935年に日本から贈呈刀を贈られている。
1936年の旅ではアデンを経由してボンベイへ向かった。マンネルヘイムはインド滞在中ヨーロッパから来ていた多くの旧友や知人と会った。旅行と狩りの間、マドラス、デリー、ネパールを訪ねた。ネパールではマンネルヘイムは国王に虎狩りに招かれた。そこで測定された中でも最大級の大きさであり、2人の人間を殺したとされる2.23メートルの虎を狩った。その毛皮は現在ヘルシンキ、カイヴォプイストのマンネルハイム博物館に飾られている。

### フィンランド軍の改革
1929年、フィンランドの農民が左翼政党に反対したラプア運動が広まり、フィンランド共産党が非合法化された。マンネルヘイムは当初はラプア運動を認めていたが、事実上の軍事独裁者になって欲しいとの申し立てを拒んだ。ラプア運動はストールベリの誘拐などの暴力手段をとり、マンネルヘイムを含む多数の支持を失った。1931年にペール・スヴィンヒューが大統領となり、マンネルヘイムをフィンランド国防委員会の議長に指名した。そして戦争になった場合は、マンネルヘイムがフィンランド軍の最高司令官となることが決められた。スヴィンヒューのあとを継いだキュオスティ・カッリオもまた1937年にこの約束を更新した。1933年、スヴィンヒューによってマンネルヘイムは陸軍元帥(sotamarsalkka, fältmarskalk)に昇進した。
マンネルヘイムはフィンランドの軍需産業を支援し、叶わなかったもののスウェーデンとの軍事同盟を得ようとした。フィンランド軍の近代化と軍組織の刷新に取り組み、カレリアの防御線の作成や空軍の導入を実施した。1934年に動員の仕組みを改めることで常備軍の対応速度を早め、有事には最大で人口の8.6%にあたる31万5000人を動員する計画が策定された。国民に対して防衛力の必要性について理解を深める活動も行ったが、不況と防衛に対する閣僚との意見の食い違いで予算は不足した。防衛予算の増強を求める彼の意見は内閣と様々な点で折り合わず、何度も辞表にサインした。

## フィンランド最高司令官

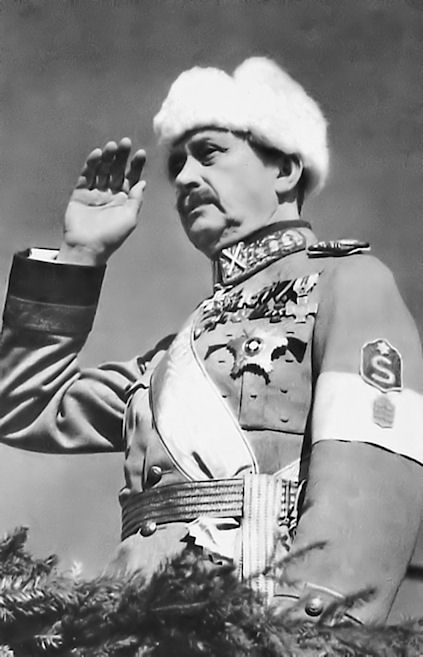
1937年撮影

1939年8月、ソビエト連邦はドイツとの間にモロトフ＝リッベントロップ協定を結び勢力圏の確認をすると、フィンランドに対して東カレリアとの交換でカレリア地峡の割譲を要求した。
ソ連の要求は主にレニングラードを攻撃することのできる範囲をフィンランドが保有していることに対して安全保障のための領域を獲得するものだった。しかし、カレリア地峡はフィンランドの人口のおおよそ10%が居住し、工場も多く建設されておりフィンランドとしてはこれを割譲することはできなかった。マンネルヘイムやソ連との交渉を担当したパーシキヴィは要求の受け入れを進言したが内閣は拒否し、交渉は決裂した。マンネルヘイムは10月17日再度辞任を撤回し、フィンランド軍の最高司令官を引き受けた。公式にはソビエトの攻撃があった後の11月30日に最高司令官職についている。この攻撃によって冬戦争が開始された。マンネルヘイムの気持ちは娘ソフィーへの手紙に書かれている。「歳と健康を考えれば私は最高司令官の重責など引き受けたくなかった。しかし私は政府と大統領の懇願に膝を折らねばならなかった。私は今4度目の戦争の中だ。」
戦争が始まるとその日のうちにマンネルヘイムは最高司令官として国防軍にその日の最初に命令を出した。
大統領は1939年11月30日をもって私をフィンランド軍の最高司令官に任命した。勇敢なるフィンランドの兵士諸君！私がこの職に就いた今、我々の不倶戴天の敵が再びわが国を侵している。まずは自らの司令官を信頼せよ。諸君は私を知っているし私も諸君を知っている。また、階級を問わず皆がその本分の達成のためであれば死を厭わないことも知っている。この戦争は我々の独立の継続のため以外の何者でもない。我々は我々の家を、信念を、国を守るために戦うのだ。
マンネルヘイムは急いで自らの司令部をミッケリに再編成し、アクセル・アイロ中将とカール・ルドルフ・ワルデン大将が補佐した。アクセル・アイロはマンネルヘイムの親しい友人であり、ルドルフ・ワルデンは1939年12月から1940年3月27日まで司令部の代理人として内閣に送られ、戦後に防衛相となった。
マンネルヘイム自身は冬戦争と継続戦争の大半でミッケリの司令部を使ったが、何度も前線へ足を運んだ。1940年3月12日に締結されたモスクワ平和条約によって冬戦争は終結した。憲法上は戦争が終結すれば最高司令官は大統領であるキュオスティ・カッリオや後を継いだリスト・リュティに戻さねばならなかったが、カッリオもリュティも留任させた。
冬戦争の後、デンマークとノルウェーはヴェーザー演習作戦でドイツの侵攻を受け、ソ連はバルト三国を占領した（バルト諸国占領）。1940年7月、ドイツからの密使がリュティとマンネルヘイムを訪れ、ドイツはフィンランドの独立を認めることを伝えた。8月にドイツはノルウェーに進駐している軍人の往復のためにフィンランドを通過する許可を得た。マンネルヘイムはスウェーデンと共同した中立化を画策したが、ドイツはフィンランドが中立になることを認めなかった。
独ソ関係が険悪化する中、ドイツ軍はフィンランドに駐留し、ドイツ軍80,000人の指揮権の譲渡をマンネルヘイムに対して提案した。マンネルヘイムはフィンランドをドイツの戦争目的に結び付けないように断った。マンネルヘイムはナチス・ドイツの政府との関係を可能な限り形式的なものに保ち、同盟のための条約の拒否に成功した。
6月22日、ドイツがソ連に対してバルバロッサ作戦を開始するとフィンランド領からドイツ軍が攻撃をはじめ、これに対してソ連はフィンランドに空爆を行った。こうしてフィンランドとソ連間でも戦争が始まり、マンネルヘイムの発案でフィンランドはこの戦争を継続戦争と呼称した。フィンランド国内からドイツ軍が侵攻したが、マンネルヘイムはドイツへの支援は控え、フィンランド軍にレニングラード包囲戦の手伝いをさせることは堅く拒否した。
マンネルヘイムの75歳の誕生日である1942年6月4日に、政府はフィンランド元帥(フィンランド語: Suomen Marsalkka、スウェーデン語: Marskalk av Finland)の称号を与えた。彼はこの称号を得た唯一の人間である。この日、マンネルヘイムの誕生日を祝してアドルフ・ヒトラーが急遽訪問したが、これはあまり嬉しくない出来事であり、マンネルヘイムを困惑させた。

### ヒトラーの訪問

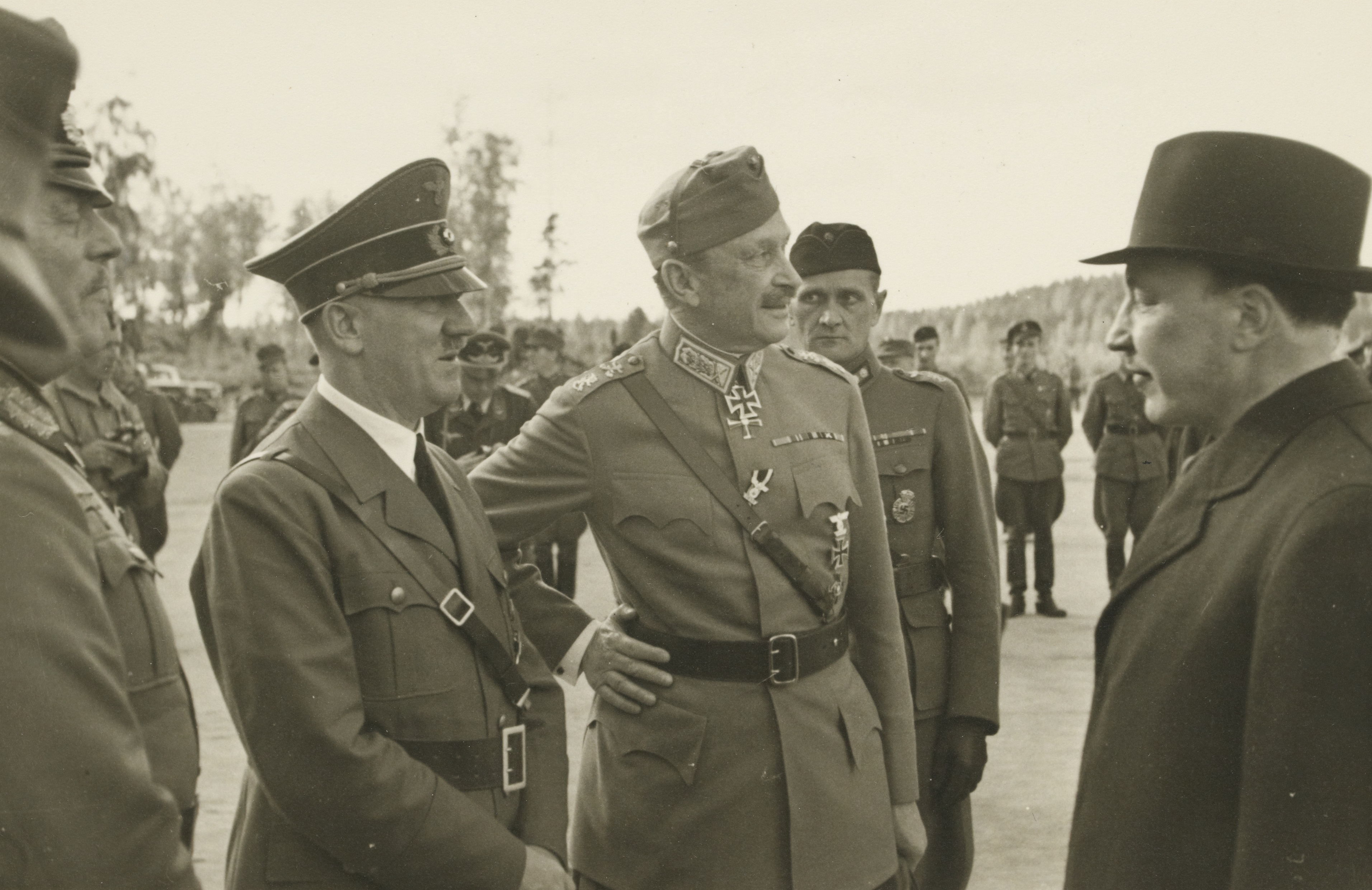
ヒトラーとリュティ（右端）との会談に臨むマンネルヘイム（中央）。左端はヴィルヘルム・カイテル元帥。

1942年6月4日にヒトラーはフィンランドを訪れ、マンネルヘイムの75歳の誕生日を祝った。前日の夕方に知らされたマンネルヘイムは、より公式的な訪問のように見えるミッケリやヘルシンキの司令部で会うことは避けた。会談はフィンランド南東部のイマトラで、ごく秘密裏にセッティングされた。
イマトラ空港からリュティ大統領同伴のもと、ヒトラーは車でマンネルヘイムの待つ鉄道線の近くまで移動した。ヒトラーのスピーチのあと、誕生日の食事を行いヒトラーとマンネルヘイムは会談した。リュティとその他フィンランド、ドイツの高官もこれに参加していた。ヒトラーはフィンランドで5時間を過ごしてドイツへ戻った。ヒトラーはソ連反抗作戦を促進するように求めるつもりであったとされるが、特に具体的な要求はしなかった。
フィンランド国営放送・Yleの技術者ソール・ダメン（Thor Damen）はヒトラーとマンネルヘイムの非公式な会話を録音することに成功した。ヒトラーは、自分の非公式な会話を録音することを許さなかったため、この録音は密かに行われた。この録音は、ヒトラーの非公式的な会話を録音した唯一のものである。
確証がない話であるが、ヒトラーとの会談の間にマンネルヘイムが自分の葉巻に火をつけたという話がある。マンネルヘイムはヒトラーがフィンランドに対ソ連の手伝いを求めると考えており、マンネルヘイムにとってはこれは不本意だった。マンネルヘイムが葉巻に火をつけた時、ヒトラーが嫌煙家であることはよく知られていたので他の出席者は息をのんだという。しかし、ヒトラーは葉巻についてコメントせず、冷静に会話を続けた。ヒトラーが自分が優位だとして話をしているならばマンネルヘイムに対して喫煙をやめるように言うはずである。マンネルヘイムはヒトラーが自分の立ち位置を強者と弱者のどちらと考えているかを判断できたという。ヒトラーが強く指図できないと判断しているため、ヒトラーの申し出を断ることができたという。

### 最高司令官としての評価
マンネルヘイムのフィンランド最高司令官としての戦時の記録は評価が簡単ではない。今日でさえ、マンネルヘイムの大きな名声に対抗して戦争中の指揮内容はほぼ国家反逆であるという批判が存在する。こうした批判は主にソ連やフィンランドの共産主義者から来ている。おそらく最も簡単なのはマンネルヘイムの役割を政治家と軍司令官の2つに分けることである。
軍司令官としてのマンネルヘイムはおおむね成功した。彼の指導の下、フィンランド防衛軍はフィンランドをソ連の占領から守った。マンネルヘイムは兵士の生命を浪費しないように注意しており、不要な危険を避けた。おそらく彼の最大の短所は人を介して報告を聞くことを嫌うことである。アクセル・アイロのような多くの優秀な部下がいるにもかかわらず、総司令部の部門の責任者がマンネルヘイムへ直接報告するよう求めたため、参謀総長である歩兵大将のエリック・ハインリッヒは役目がほとんど無かった。マンネルヘイムは仕事に圧倒され、結果として総司令部での部門の間の調整に苦悩した。1944年6月のソビエトのカレリア攻勢が予測できなかったことはマンネルヘイムが木を見て森を見ずの状態になっていたことが原因の1つとして示唆されている。負担を減らすため代わりに情報を集めて、作戦命令ができるような他の権威はいなかった。
冬戦争と継続戦争の間、マンネルヘイムと他のフィンランド指導者との間には問題が何度かあった。リュティは少なくとも1度、可能な限りよい歴史的評価を保とうと行動しているとマンネルヘイムを非難した。首相のエドウィン・リンコミエスは死後に出版された回顧録で有名な芸術家にありがちな気性のむらや移り気な振舞いを非難した。マンネルヘイムが大統領に就任した際に首相を勤め、後に第7代大統領になったパーシキヴィはマンネルヘイムがすでに老齢であり常に平静を保てるわけではないと主張した。
一方でマンネルヘイムは政治に優れていたと言われる。彼は軍人であり、文民統制の原則に従ったが、フィンランドの中心人物であった。特に重大な問題はいつソ連と講和するかであった、早すぎればドイツの報復的な予防占領を招き、遅すぎればソ連にフィンランドが占領される。1942年にソ連の優位が明確になると、国の主権を守って平和へ導くためにマンネルヘイムは軍事力を蓄えた。

## 終戦と大統領職
1944年6月、フィンランドはソ連からの大規模な攻勢を受けていた。ドイツのラップランド軍司令であるエデュアルト・ディートル上級大将はフィンランド支援に動き、本国からの増援をとりつけたが、飛行機での移動中に墜落死した。ドイツ外相のリッベントロップは、援助と引き換えにフィンランドが公式に継戦する誓約を求め、ソ連は正式な降伏を求めた。リュティはソ連の要求を議会に知らせず、ドイツの要求の検討を行った。マンネルヘイムは議会の正式な承認でドイツと協定を結ぶことに懸念を示し、首相のエドウィン・リンコミエスはソ連が降伏を求めていることを公開しなければ議会はドイツの要求を承認しないと判断した。リュティは個人として約束し、その後のロシアとの単独講和の際は大統領を辞めることでドイツとの協定を反故にすることを法律学者に検討させて可能であるという判断を得た。
リュティは議会の承認を得ずに協定へサインし、ドイツと共に戦うことを誓うリュティ＝リッベントロップ協定を結んだ。この協定でフィンランドはドイツから大量の支援物資を得た。マンネルヘイムはソ連の攻勢に対応し、侵攻を停止させた。その後主戦場はフィンランドから欧州へと向かい、7月にソ連から降伏を含まない和平の打診を得た。
リュティ・リッベントロップ協定に背いて単独講和を行うため、リュティは辞任した。8月4日、議会の特別立法で、マンネルヘイムは第6代大統領となった 。マンネルヘイムは国内的にも国際的にも、フィンランドを戦争から解放するために十分な威信を持つ唯一の人間であることが明らかであった。彼はフィンランド人の多くの信任を受け、また、戦争から平和へとフィンランドを導くことのできる事実上ただひとりの権威であった。ドイツとフィンランドの間の条約はリュティ個人の結んだものとして破棄した。
フィンランドの立たされた危険な状況は、大統領府前での就任演説にも反映された。
議長、温かいお言葉感謝申し上げます。誉れ高い議員の皆さんに国難の時に国家の長たる職務の2度目の許しをいただいたことに、私にのしかかる責任を重く感じています。大きな課題は我々の未来を守るために打ち勝たなければならない困難です。今、真っ先に私の心にあるのはもう5年の間戦っているフィンランド軍のことです。議会、政府の支援と我々を支える人々の満場一致によって、我々は独立と国家の存続の維持に成功すると私は望み、そう信じております。
継続戦争は厳しい条件で終結した。しかし、ソ連が国境を越えたほかの国に比べれば、領土の大半も、主権も、議会制民主主義も、経済の自由も維持されるなど、幸運なものであった。カレリア全土とペッツァモを失い、数多くのカレリア難民はフィンランド国内に安住の地を求めた。賠償金として3億ドル相当の物資を支払うことになった。さらにフィンランドは12月までに動員を解除して常備軍のみに縮小すると同時に北部からドイツ軍を撤退させるためにラップランド戦争を戦った。ソ連優位の連合国管理委員会を受け入れながら戦後の復興を受け入れなければならなかった。この難しい時期を通してフィンランドを導けたのはマンネルヘイムただ1人であったことは広く認められている。

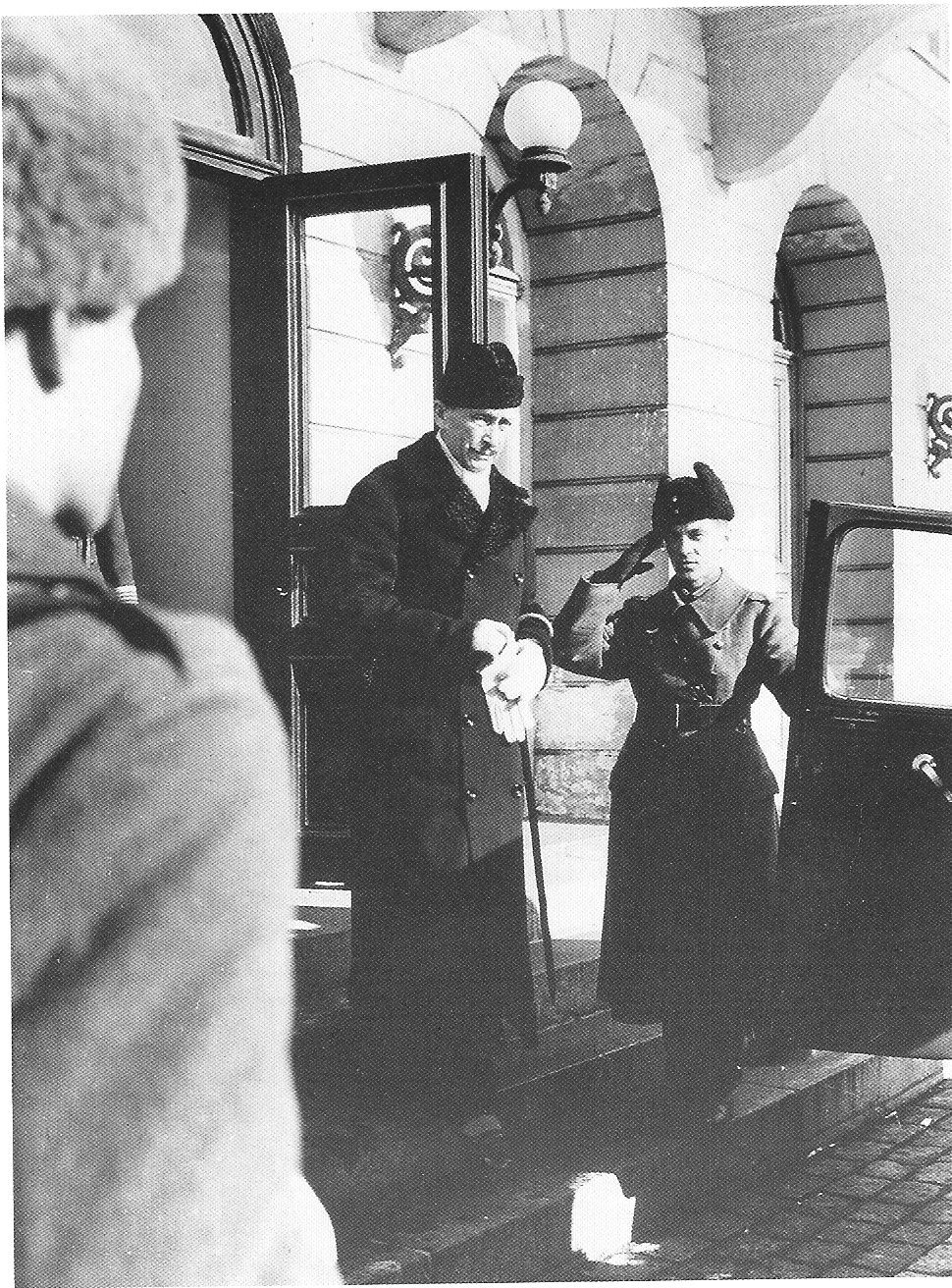
1946年3月4日、官邸を去るマンネルヘイム

大統領としての任期はマンネルヘイムにとっては難しいものだった。6年の任期があったが、すでに70代後半であり、強い要請を受けて不本意ながらその職に留まった。頻繁な病気、連合国管理委員会の要求、戦争責任裁判によって状況は悪くなった。彼は任期中の多くの期間、委員会が平和に対する罪によって自分を告訴するように要求することを恐れていた。しかし、これらの告訴は行われることはなかった。理由の1つとしてスターリンのマンネルヘイムへの感心と尊敬があるとされる。スターリンは1947年、モスクワのフィンランド代表団にフィン人は老元帥に多くの借りがあると語っている。いずれにせよ、彼の一意でフィンランドは占領されなかった。連合国管理委員会のいくつかの要求に対してマンネルヘイムは批判を持っていたにもかかわらず、マンネルヘイムは休戦義務を果たすために働いた。マンネルヘイムは戦後のフィンランドの復興における仕事の必要性を強く感じていた。
マンネルヘイムは議会政治について学ばなければならなかった。彼は貴族政治観のために議会政治を完全には尊敬していなかった。また、時にはいやいやながらも共産党初の大臣を任命しさえした。
マンネルヘイムは1945年に健康問題を再発して仕事に支障を来たし、同年11月から1946年2月まで仕事から離れて病気休暇を取った。休養のため南フランスとポルトガルで過ごした。戦犯裁判の評決の発表の後、マンネルヘイムは大統領の辞職を決意した。休戦条約を結び、ラップランド戦争の趨勢が決まったことで自らに求められた役目を果たしたと考えた。
1946年3月4日、マンネルヘイムは大統領を辞職した。1918年には政敵であったフィンランドの共産党員でさえ、難しい時期に国家の結束を維持するためにはらわれた努力とその役割に感謝した。首相である保守派のユホ・クスティ・パーシキヴィが後任として第7代大統領となった。

## 晩年

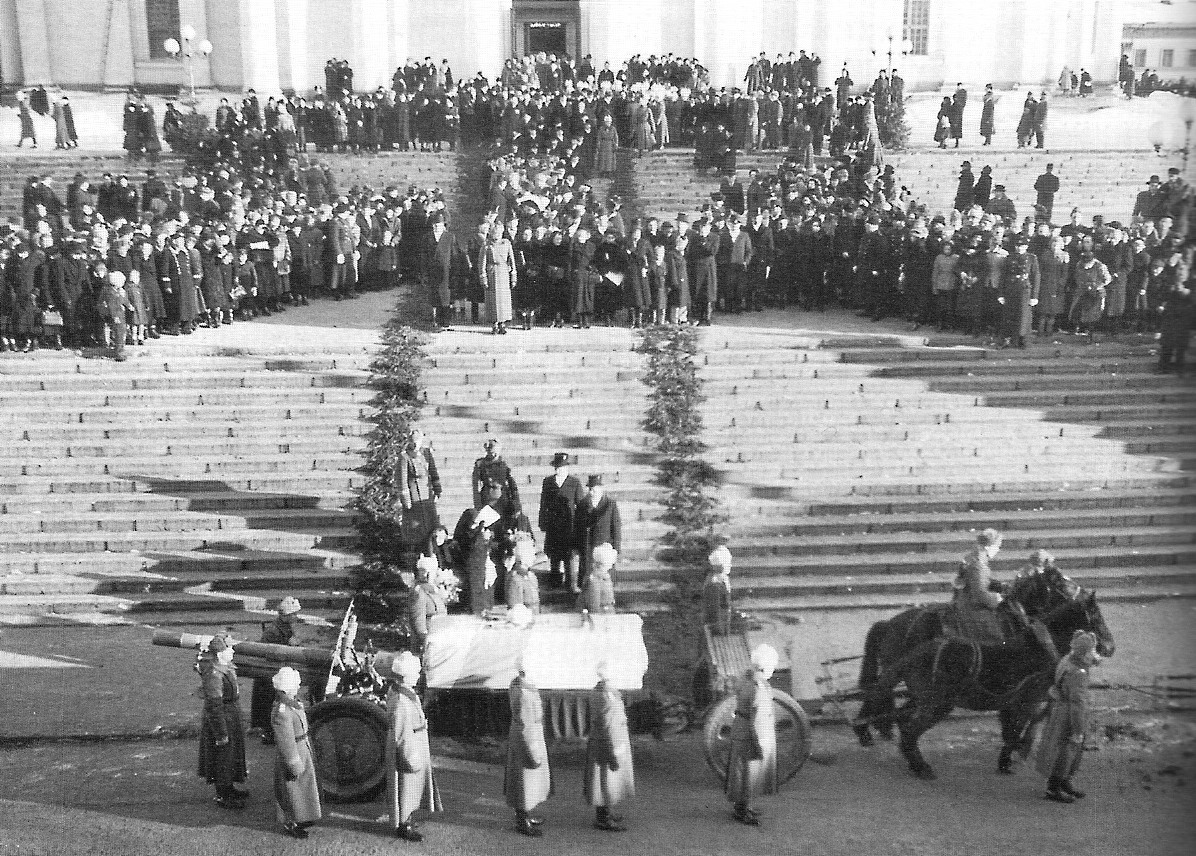
ヘルシンキでの葬儀パレード

大統領を辞任した後、マンネルヘイムはロホヤのキルクニエミの館（Kirkniemi Manor）を買った。彼はそこで余生を過ごすつもりであった。1946年6月、消化性潰瘍で手術を行い、10月には十二指腸潰瘍と診断された。1947年にスイスでさらに手術を受けた。モントルーのヴァルモンサナトリウムはマンネルヘイムが余生を過ごす主な場所となった。
1948年、徐々に体力が回復してきたマンネルヘイムは回想録に取り組んだ。口述筆記した部分以外は、モントルーに住んで協力したアルダー・パーソネンをはじめ、将軍のエリック・ハインリッヒス、レオナルド・グランデル、オリヴァ・オレニウス、イルマリ・マルトラ、大佐のヴィルヤネンなどの協力者によって書かれた。彼らは戦争歴史家でもあった。マンネルヘイムはできる限り、タイプされた自分の記憶の草稿を校正した。総じて私生活は触れず、自分のかかわったフィンランド内戦頃と冬戦争、継続戦争頃のフィンランドの出来事に焦点を合わせた。1951年1月に胃の発作が起きた時、マンネルヘイムの回想録はまだ完成してはいなかった。彼らはマンネルヘイムの死後に発行している。
1951年1月27日（フィンランド時間1月28日）、マンネルヘイムはスイス、ローザンヌの州立病院で永眠した。2月4日には全ての軍関係者の出揃う中、ヘルシンキのヒエタニエミ墓地に国葬された。マンネルヘイムは今日でもフィンランドで偉大な政治家として多くの人々から敬意をもたれている。政党に属さず、利己的な動機なしに行われた祖国への献身、最前線へ赴く勇気、70代後半でも熱心に働く能力、ソ連とフィンランドの衝突を見越して備えた外交的遠望がその理由と考えられる。
マンネルヘイムの誕生日である6月4日は国旗の日としてフィンランド国防軍によって祝われている。これはフィンランド政府によって、1942年の75歳の誕生日にフィンランド元帥の称号を与えたことを期に始まった。国旗の日にはパレードと国防軍の兵員への報酬と昇格が行われる。マンネルヘイムの人生とその歩みはマンネルヘイム博物館に記されている。
マンネルヘイムはフィンランドの記念硬貨のモチーフに選ばれている。2003年に造幣されたマンネルヘイムとサンクトペテルブルクの10ユーロ記念硬貨では、コインの表がマンネルヘイムの肖像になっている。2004年12月5日、Suuret suomalaiset（偉大なフィンランド人）コンテストにおいて、マンネルヘイムは1位に選ばれた。

## 階級と配属

### 階級
- 下士官 (Non-commissioned officer) (1888年)
- 騎兵少尉 (Cornet) (1889年)
- 近衛少尉 (Cornet of the Guard) (1891年)
- 近衛中尉 (Lieutenant of the Guard) (1893年)
- 近衛騎兵隊副隊長 (Subaltern Cavalry Captain of the Guard) (1899年)
- 近衛騎兵隊隊長 (Cavalry Captain of the Guard) (1902年)
- 中佐 (1904年)
- 大佐 (1905年)
- 少将 (1911年)
- 中将 (1917年)
- 騎兵大将 (1918年)
- 陸軍元帥 (1933年)
- フィンランド元帥（英語版） (1942年)

### 配属
- 第15アレクサンドリュスキー竜騎兵連隊 (15th Alexandrijski Dragoon Regiment) (1889年)
- 皇后マリア・フョードロヴナ親衛騎兵隊 (Her Majesty Maria Feodorovna's Chevalier Guards) (1891年–1904年)
- 帝国宮廷厩舎管理 (Imperial Court Stables Administration) (1897年–1903年)
- 騎兵学校模範大隊長 (Chief of the Model Squadron of the Cavalry School) (1903年–1904年)
- 第52ネージン竜騎兵連隊 (52nd Nezhin Dragoon Regiment) (1904年–1909年)
- 第13ウラジミール長槍騎兵連隊長(Commander, 13th Vladimir Uhlan Regiment) (1909年)
- 皇帝近衛長槍騎兵連隊長 (Commander, Life Guard Uhlan Regiment of His Majesty) (1911年)
- 独立騎兵守備旅団長 (Commander, Separate Cavalry Brigade of the Guard) (1913年)
- 第12騎兵師団長 (Commander, 12th Cavalry Division) (1917年)
- 第6騎兵軍団長 (Commander, 6th Cavalry Corps) (1917年)
- フィンランド白衛軍総司令官(1918年1月〜5月)
- フィンランド国防軍最高司令官(1918年12月〜1919年7月)
- フィンランド国防委員会議長(1931年〜1939年)
- フィンランド国防軍最高司令官(1939年〜1946年)

## 賞歴

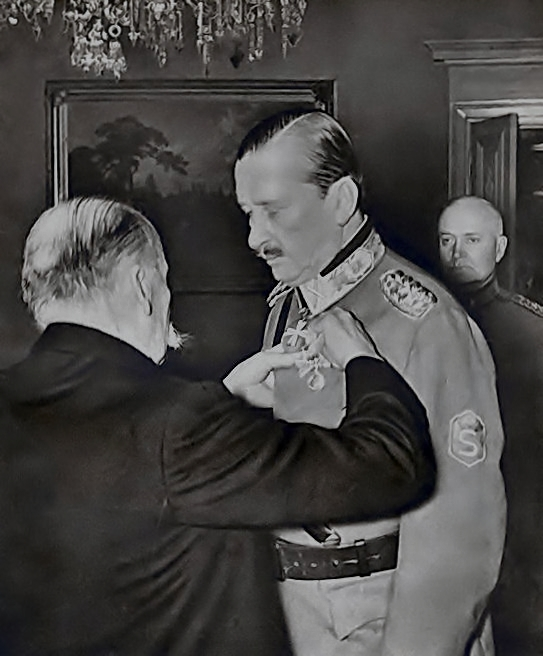
キュオスティ・カッリオに自由勲章一等を授与されるマンネルヘイム

存命中、マンネルヘイムは合計82の軍事勲章、市民勲章を受けている。第一次、第二次大戦の両大戦で敵味方双方から軍事勲章を受け取った唯一の人間である。中立であったスウェーデンからも勲章を受け取っている。第二次世界大戦に参加したすべての司令官のなかで、マンネルヘイムは第一次世界大戦時に最高位の軍の階級を持っていた。第一次大戦が終結した1918年にマンネルヘイムの階級は騎兵大将であった。
| 賞                   | 等級                                                    | 贈与国                | 贈与年               |
| レジオンドヌール勲章 | 騎士勲章 将校勲章 大十字章                              | フランス              | 1902年 1910年 1939年 |
| 聖アンナ勲章         | 2級勲章                                                 | ロシア帝国            | 1906年               |
| 聖スタニスラフ勲章   | 2等勲章                                                 | ロシア帝国/ポーランド | 1906年               |
| 聖ウラジーミル勲章   | 4級勲章                                                 | ロシア帝国            | 1906年               |
| 聖ゲオルグ勲章       | 4等騎士章                                               | ロシア帝国            | 1914年               |
| 自由十字勲章         | 司令官剣大十字                                          | フィンランド          | 1918年               |
| 剣勲章               | 司令官大十字                                            | スウェーデン          | 1918年               |
| セラフィム勲章       | 騎士                                                    | スウェーデン          | 1919年               |
| 象勲章               | 騎士                                                    | デンマーク            | 1919年               |
| 旭日章               | 勲一等旭日桐花大綬章                                    | 日本                  |                      |
| 鉄十字勲章           | 2級、1級 1939年章 鉄十字騎士十字章 柏葉鉄十字騎士十字章 | ドイツ                | 1918年 1942年 1944年 |
| 大英帝国勲章         | 騎士大十字                                              | イギリス              | 1938年               |
| 自由十字勲章         | 司令官剣ダイアモンド大十字                              | フィンランド          | 1940年               |
| マンネルハイム十字章 | 1等、2等                                                | フィンランド          | 1941年               |
| ハンガリー功労賞     | 聖イシュトヴァーン冠聖大十字                            | ハンガリー王国        | 1941年               |
| ミハイ勇敢公勲章     | 1級                                                     | ルーマニア            | 1941年               |
| 白薔薇勲章           | 司令官剣ダイアモンド大十字                              | フィンランド          | 1944年               |
| フィンランド獅子勲章 | 司令官剣ダイアモンド大十字                              | フィンランド          | 1944年               |

## 称号、役職
- 哲学名誉博士 (ヘルシンキ大学) (1919年)
- 白衛軍名誉最高司令官 (1919–1944年)
- マンネルヘイム児童福祉協会名誉社長  (1920年–1951年)
- フィンランド連合銀行会長 (1920年–1931年)
- フィンランド赤十字協会会長 (1922年–1951年)
- ウーシマー竜騎兵連隊名誉大佐 (1928年)
- ヘルシンキ有限銀行会長 (1931年–1935年)
- ボーイスカウトフィンランド連盟名誉会長 (1936年)

## 後世の影響
近衛騎士であった頃、兵たちは1日ショットグラス1杯のウォッカを飲む権利を与えられていた。ショットグラスはすべての者が確実に他の者と同じだけをもらえるように縁まで満たされ、こぼさずに空にするようにとされていた。マンネルヘイムはその後もこの伝統を続けた。マンネルヘイムはまた当時フィンランドで飲むことができたスピリッツでは満足せず、このため、手に入りやすいアクアビットに混ぜるジンやフレンチ・ベルモットを求めた。この結果できた飲み物はフィンランドでは"Marskin ryyppy"（元帥の杯）として広く知られている。
1942年6月4日、誕生日プレゼントとしてソ連領カレリアであったフィンランド語圏のリエクサヤルヴィに狩用のコテージを送られている。これはこの地域を守備している一般兵たちが建設したログハウスだった。しかしながら、戦況の変化からこの建物は取り去られ、フィンランド国内のロッピに移設された。これは"Marskin maja" (元帥のコテージ)の名前の観光名所として知られている。

## 発言
- 冬戦争の講和に反対する部下が唱える徹底抗戦の主張に対して

「戦える力が残っている今だからこそ和平協定のテーブルに着かねばならない。戦える力を失ったら我々は何を材料に彼らと協定を結べるというのか。残されるのは完全な屈服だけだ。」
- ドイツとの同盟に関して

「自らを守りえない小国を援助する国はない。あるとすれば何か野心があるはずだ。」
「大国に頼りきることは大国を敵にするのと同じくらい危険なことだ」
- 病気療養を前にして

「この戦いに負ける準備はできている。」
「足元を踏みしめる大地のみならず、岸辺を洗う湖水のみならず、頭上にざわめく大空も我が祖国である。 」